# Ják
Ják (deutsch Jaak, Sankt Georgen, Sankt Jörgn, kroatisch Jakova) ist eine Gemeinde im Kreis Szombathely im Komitat Vas in Ungarn. Sie ist bekannt für ihre spätromanische St.-Georgs-Kirche.

## Geographische Lage
Ják liegt im Westen des Komitats Vas, an der Grenze zu Österreich. Der Komitatssitz Szombathely liegt zehn Kilometer nördlich. Nachbargemeinden sind im Norden Nárai und Szombathely, im Osten Balogunyom und Kisunyom, im Süden Egyházasrádóc, Rádóckölked, Nagykölked und im Westen Szentpéterfa, Bildein (Burgenland) und Pornóapáti.

## Geschichte
Ják war bereits in der Eisenzeit besiedelt. Bei Ausgrabungen wurde ein Grabhügel, Artefakte aus der Bronzezeit und ein römischer Friedhof freigelegt. Im elften Jahrhundert befand sich auf dem Kirchhügel bereits eine Siedlung. Etwa zur gleichen Zeit ließ sich hier der Befehlshaber der Leibwache König Stephans I., der Wasserburger Ritter Wecellin, nieder und gründete die Sippe der Ják. Erstmals urkundlich erwähnt wurde Ják 1221. 1214 begann der Bau einer Abteikirche zu Ehren des Heiligen Georg, die 1256 vom Bischof von Győr und dem Abt des Klosters in Pannonhalma geweiht wurde.

## Sehenswürdigkeiten
- spätromanische Kirche St. Georg
- St.-Jakobs-Kapelle
- Johannes-Nepomuk-Statue

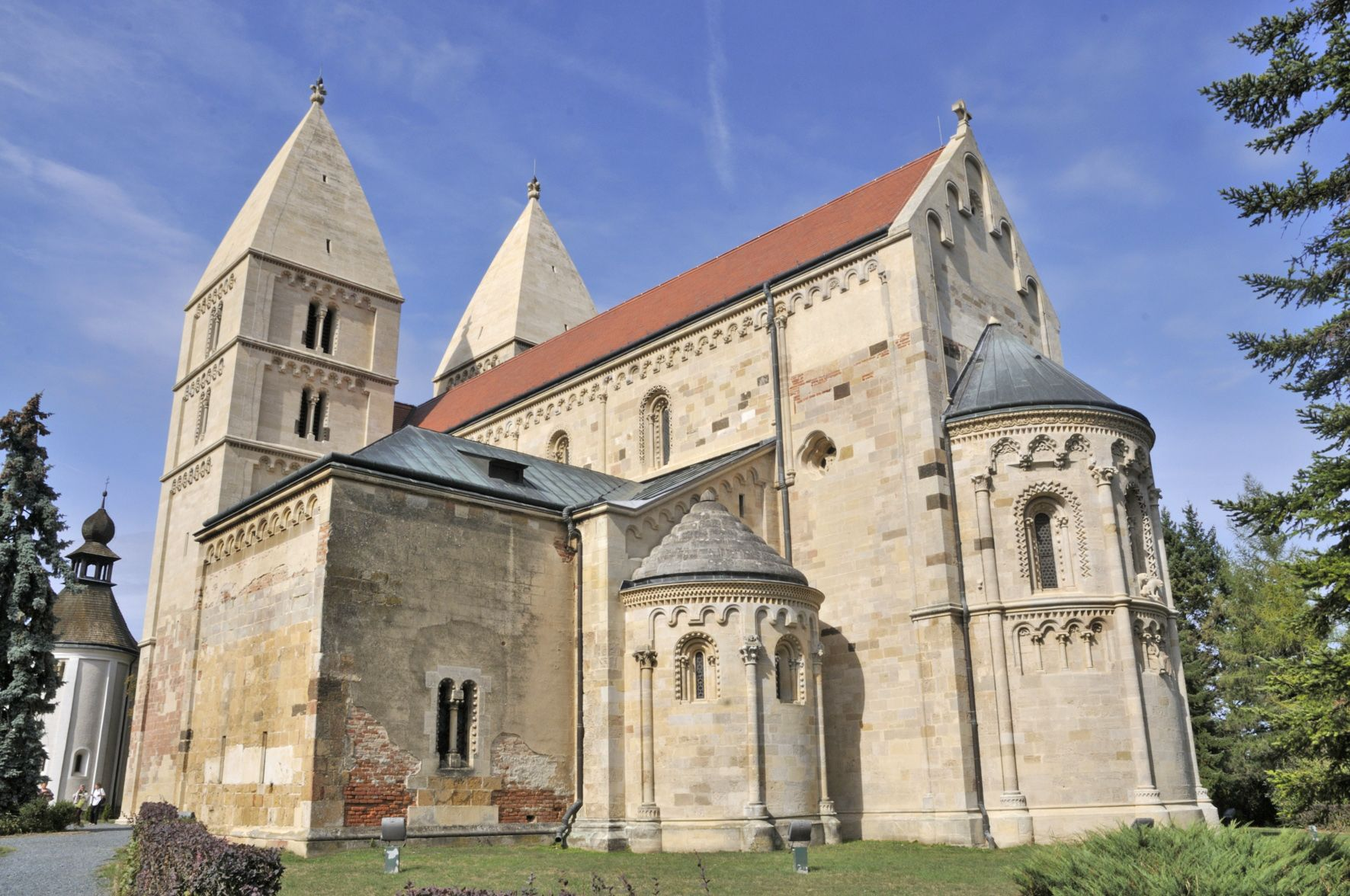
Kirche St. Georg
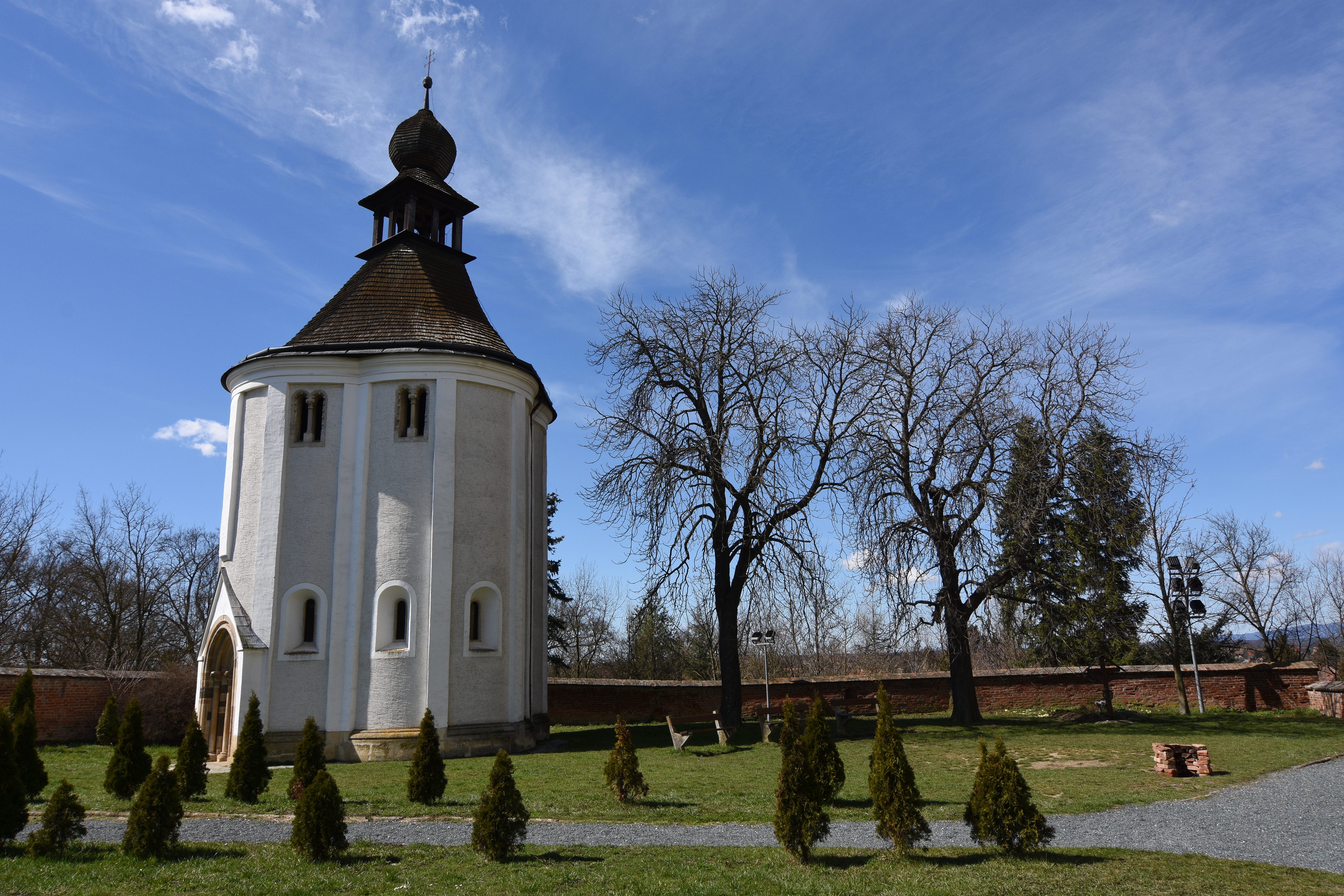
St.-Jakobs-Kapelle
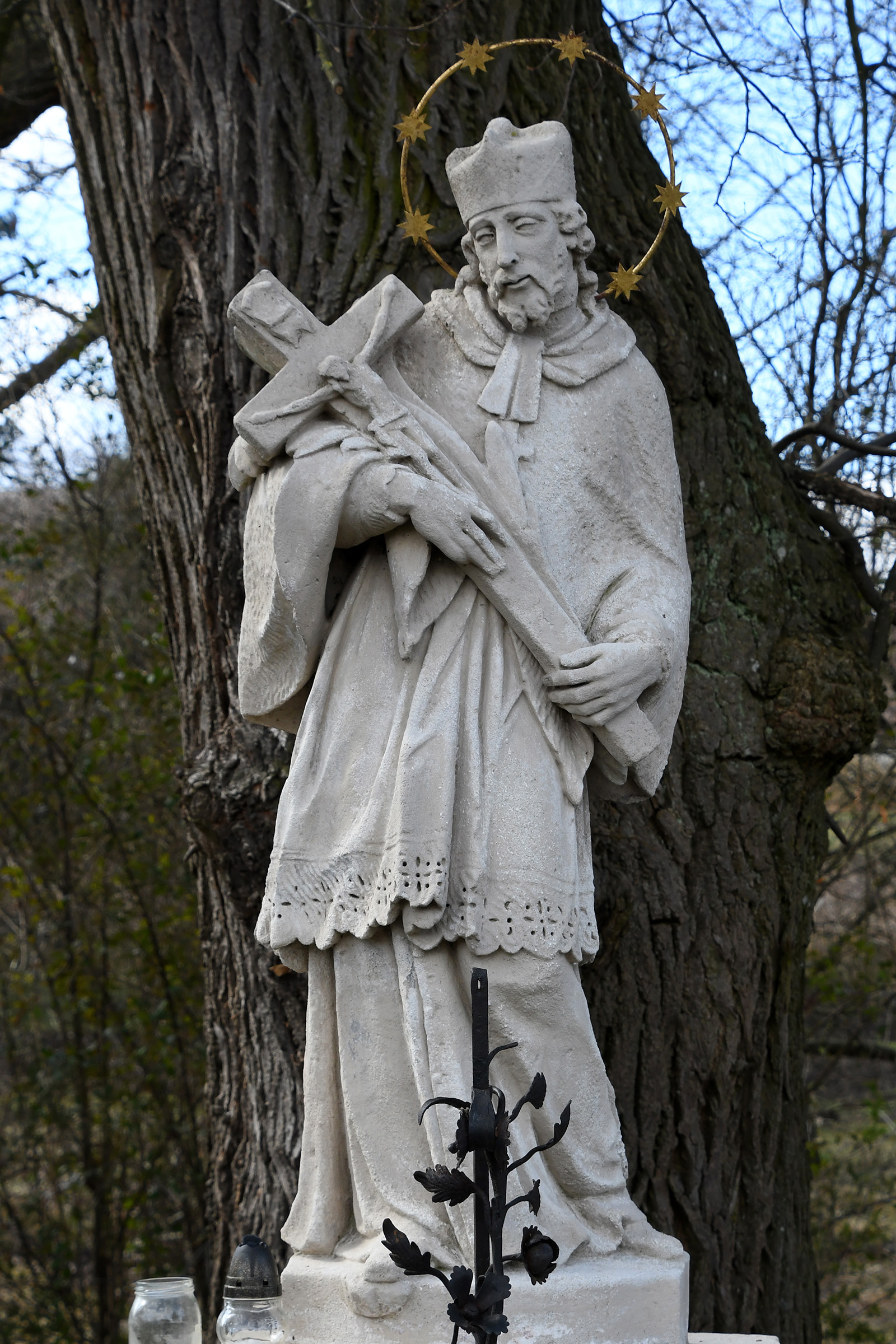
Johannes-Nepomuk-Statue